# PlayStation Camera
PlayStation Camera — камера, разработанная компанией Sony, для PlayStation 4. Она включает в себя две камеры с разрешением 1280 × 800, имеющие отверстие в f/2.0, с расстоянием фокусировки 30 см и полем зрения 85°. Две камеры могут быть использованы вместе для глубины зондирования объектов в её поле зрения. В качестве альтернативы, одна из камер может быть использована для генерации видеоизображения, а другая для отслеживания движения. PlayStation Camera является наследником PlayStation Eye, который был выпущен в 2007 году для PlayStation 3.

## История
Камера была обнародована 21 февраля 2013 года. В марте 2014 года Sony объявила, что более 900 000 камер PlayStation были проданы вместе с консолью PlayStation 4, что привело к нехватке запасов камер. Было подсчитано, что 15% владельцев PlayStation 4 также владели камерой PlayStation. 
Наряду с открытием PlayStation 4 Pro и PlayStation 4 «Slim» 7 сентября 2016 года дизайн-версия камеры PlayStation была выпущена 15 сентября 2016 года. Новый дизайн имеет цилиндрическую форму вместо прямоугольной формы Оригинальная версия, а теперь имеет подставку, которая может использоваться для регулировки угла камеры, а не для подвижной части самой камеры.

## Электроника
Камера PlayStation имеет две камеры с разрешением 1280 × 800, с объективами, имеющими отверстие f/2.0, с минимальным расстоянием фокусировки 30 см, обладающими полем зрения 85°. При настройке с двумя камерами камера может работать в разных режимах, в зависимости от целевого приложения. Две камеры могут использоваться вместе для восприятия глубины объектов в поле зрения, похожих на периферию Kinect Xbox. В качестве альтернативы, одна из камер может использоваться для записи видео, а другая для отслеживания движения.
Камера оснащена четырехканальной микрофонной решеткой, которая уменьшает фоновый шум и может использоваться для приема голосовых команд. Габариты камеры - 159 мм x 28 мм x 28 мм (ширина x высота x толщина), вес 152 г. Способна записывать видео в форматах RAW и YUV, подключается к консоли через специальный AUX порт.

## Совместимые игры
Ниже приведен неполный список игр и программного обеспечения PlayStation 4 с функциями камеры, некоторые из которых не были специально разработаны для камеры PlayStation:
- Alien: Isolation
- Angry Birds Star Wars
- Commander Cherry's Puzzled Journey
- FIFA 15, 16 и 17
- Just Dance 2014, 2015, 2016, 2017, 2018, 2019, 2020, 2021, 2022
- LittleBigPlanet 2
- LittleBigPlanet 3
- NBA 2K15, 2K16, и 2K17
- Omega Quintet
- The Playroom
- Rabbids Invasion: The Interactive TV Show
- SHAREfactory
- Singstar
- Surgeon Simulator
- Tearaway Unfolded
- Until Dawn
- War Thunder[5]

## Применение для виртуальной реальности
С момента выпуска гарнитуры виртуальной реальности PlayStation VR, 13 октября 2016 года камера PlayStation используется в качестве основного компонента системы PlayStation VR. Камера обнаруживает светодиоды, встроенные в гарнитуру, для отслеживания движения. Следующие игры использовали камеру PlayStation специально для VR:
- Batman: Arkham VR
- Battlezone
- DriveclubVR
- Eve: Valkyrie
- Playstation VR Worlds
- Until Dawn: Rush of Blood[6][7]